# فضولی (شمکور)
فضولی (به لاتین: Füzuli) یک منطقه مسکونی در جمهوری آذربایجان است که در شهرستان شمکور واقع شده است.